# Tiora saportae
Tiora saportae är en fjärilsart som beskrevs av Philogène Auguste Joseph Duponchel 1832. Tiora saportae ingår i släktet Tiora och familjen juvelvingar. Inga underarter finns listade i Catalogue of Life.